# Etil grupa
Etil grupa je alkilni supstituent koji nastaje od etana. Formula je , uz vrlo čestu skraćenicu et. Oznaka etil u IUPAC nomenklaturi organske hemije se uzima za zasićene dvougljenične funkcionalne grupe u molekulu, dok prefiks et označava prisustvo dva ugljenikova atoma u molekulu.

## Etilacija
Etilacija je formiranje jedinjenja uvođenjem etil grupe. Najšire praktikovani primer ove reakcije je etilacija benzena. Etlirajući agens je etilen.
Procenjuje se da ga je u 1999. proizvedeno približno 24,7 miliona tona. Etilbenzen je jedan od prekurzora stirena, koji je zatim prekurzor polistirena.
Mnoga jedinjenja koja sadrže etil grupu nastaju elektrofilnom etilacijom, tj. tretmanom nukleofila izvorima Et+. Takav agens je trietiloksonium-tetrafluoroborat . Kod dobrog nukleofila, uključeno je manje elektrofilnnih reagenasa, kao što su etil-halidi.

## Stereohemija
U nesimetričnim metilnim jedinjenjima, metilenski protoni u etil supstituentu su diasterotopni. Hiralni reagensi su poznati po stereoselektivnom modifikovanju takvih supstituenata.

## Etimologija
Naziv grupe je izveden iz imena Etar, prvorođenca grčkog elementarnog Boga vazduha (u to vreme opšti pojam za bilo vrlo isparljivo jedinjenje) i hile, pozivajući se na „stvari”. Ime „etilni” je u 1835. skovao švedski hemičar Jons Jakov Bercelijus. Godine 1834, nemački hemičar Justus fon Libig je tvrdio je da grupa  predstavlja „radikal” (grupu atoma koja se ne podvrgava promenama tokom hemijske reakcije). U prikazu Libigovih nalaza, a u odnosu i na ostale srodne, Bercelijus je skovao imena „metil” i „etil”, za „radikale”  i .

## Literatura
- Jöns Jacob Berzelius. Årsberättelse om framstegen i fysik och kemi. стр. 376.
- Whitten K.W.; Gailey, D. K..; Davis, E. R.. (1992). General chemistry, 4th Ed. Philadelphia: Saunders College Publishing. ISBN 978-0-03-072373-5.
- Atkins P.; de Paula J. (2006). Physical chemistry, 8th Ed. San Francisco: W. H. Freeman. ISBN 978-0-7167-8759-4.
- Voet, D.; Voet J. (1995). Biochemistry (2nd изд.). Wiley. Архивирано из оригинала 27. 03. 2020. г. Приступљено 26. 02. 2018.